# 德魯伊奇諾湖
58°45′16″N 28°48′11″E / 58.7545126°N 28.8031911°E
德魯伊奇諾湖（俄语：Друичино），是俄羅斯的湖泊，位於該國西北部，由普斯科夫州負責管轄，處於普柳薩區，面積0.07平方公里，集水區面積0.6平方公里，平均水深3米，最大水深5米。